# 云南黑鳗藤
云南黑鳗藤（学名：Stephanotis saxatilis）是夹竹桃科黑鳗藤属的植物，为中国的特有植物。分布在中国大陆的云南等地，生长于海拔1,100米的地区，多生长于山地石山灌木丛中，目前尚未由人工引种栽培。

## 异名
- Stephanotis saxatilis Tsiang et P. T. Li